# Trichorthosia diplogramma
Trichorthosia diplogramma är en fjärilsart som beskrevs av William Schaus 1903. Trichorthosia diplogramma ingår i släktet Trichorthosia och familjen nattflyn. Inga underarter finns listade i Catalogue of Life.

## Bildgalleri

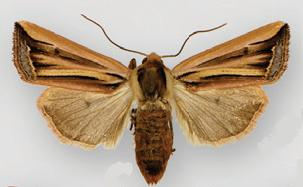
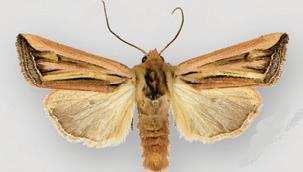